# بهمبر
بهمبر، روستایی از توابع بخش مرکزی شهرستان صومعه‌سرا در استان گیلان ایران است.

## جمعیت
این روستا در شهرستان صومعه سرا  قرار دارد و براساس سرشماری مرکز آمار ایران در سال ۱۳۸۵، جمعیت آن ۱۷۴ نفر (۴۷خانوار) بوده‌است.از مفاخر این روستا مسعود رهنما بهمبری قهرمان سابق کاراته جهان میباشد 